# Джек і бобове зерно
Джек і бобове зерно — англійська народна казка, що вперше вийшла друком в 1734 році. Генрі Коул, під псевдонімом Фелікс Саммерлі, популяризував казку в книжці "Домашня скарбниця (1845), а Джозеф Джейкобс переписав її в збірці «Англійські казки» (1890). Версія Джейкобса найчастіше передруковується сьогодні, і вважається, що вона найближча до усних версій.

## Сюжет
Справи у хлопчика Джека і його матінки були зовсім кепські, і тоді матір вирішила відвести корову на базар і продати, але Джек зголосився сам зробити це. Проте увесь виторг, що він отримав від підлого купця, були лишень три бобових зернини та цвяшки. Від розпачу матір Джека викинула сміття на подвір'я. І ось зранку біля будинку виросли 3 гігантські бобові стеблини, що впиралися верхівками в небо. Діставшись по стеблинах на самий верх, Джек опинився в надзвичайній казковій країні, де зустрів багато нових друзів. Тепер веселій компанії потрібно разом подолати страшного і злого велетня і звільнити народ казкової країни.

## Екранізація
Перший фільм за мотивами казки з'явився у 1902 році: «Джек і бобове зерно» — німий короткометражний фільм Джорджа Флемінга і Едвіна Стентона Портера для Edison Manufacturing Company.
У США казка екранізувалася двічі: у 1952 і 2013 роках (другий раз — під назвою «Джек — підкорювач велетнів»). Також є екранізація 2001 року.
У 1974 році на основі сюжету цієї казки був створений японський повнометражний аніме-фільм «Джек в Країні чудес».
У 2013 році на екрани США вийшов повнометражний фентезі-фільм Браяна Сінгера — Джек — вбивця велентнів, знятий за мотивами казки.

## Фі, Фай, Фо, Фам і Фуї
Рядок англійського чотиривіршика «Fee-fi-fo-fum[en]», відомого тим, що його вжито у казці «Джек і бобове зерно», дав імена п'яти мишам, які в 1972 році полетіли на Місяць і 75 разів облетіли його під час місії «Аполлон-17» у рамках космічної програми «Аполлон», — Фі, Фай, Фо, Фам і Фуї.